# Feriana Ferraguzzi
Feriana Ferraguzzi dite Fery Ferraguzzi, née le 20 février 1959, est une joueuse de football italienne. Elle a fait l'essentiel de sa carrière au Standard Fémina de Liège (Belgique).

## Biographie
Fery Ferraguzzi débute dans le football en 1974 à Pérouse (Italie). Elle y joue cinq ans. En 1979, elle part à la Lazio Rome où elle remporte le championnat d'Italie.
En 1980, elle est transférée de la Lazio Rome au Standard Fémina de Liège. Avec le club liégeois, elle  remporte 9 titres de championne de Belgique, 5 Coupe de Belgique et 4 Super Coupe de Belgique, réalisé un doublé Championnat-Coupe en 1990, deux doublés Championnat-Super Coupe en 1984 et 1994 ainsi qu'un triplé Championnat-Coupe-Super Coupe en 1986.
Fery Ferraguzzi est aussi sélectionnée à 99 reprises en équipe d'Italie. Avec la sélection italienne, elle participe à la première édition de la Coupe du monde féminine en Chine. A cette occasion, elle devient la première joueuse italienne à inscrire un but en phase finale de la compétition. Elle est également présente à cinq phases finales du championnat d'Europe. Elle est toujours très connue en tant que star du football italien.
Fery Ferraguzzi est actuellement la directrice sportive du Standard de Liège (féminines). Elle a été aussi coach de l'équipe nationale féminine -19.

## Palmarès

### Comme joueuse
- Championne d'Italie (1) : 1980
- Championne de Belgique (9) : 1982- 1984 - 1985 - 1986 - 1990 - 1991 - 1992 - 1994 - 2009
- Vainqueur de la Coupe de Belgique (4) : 1986 - 1989 - 1990 - 1995
- Finaliste de la Coupe de Belgique (3) : 1982 - 1991 - 1992
- Vainqueur de la Super Coupe de Belgique (4) : 1984 - 1986 - 1989 - 1994
- Doublé Championnat-Coupe (1) : 1990
- Doublé Championne de Belgique-Super Coupe de Belgique (2) : 1984 - 1994
- Doublé Coupe de Belgique-Super Coupe de Belgique (1) : 1989
- Triplé Championne de Belgique-Coupe de Belgique-Super Coupe de Belgique (1) : 1986

### Comme directrice technique
- Championne de Belgique (8) : 2009 - 2011 - 2012 - 2013 - 2014 - 2015 - 2016 - 2017
- Vainqueur de la Coupe de Belgique (4) : 2006 - 2012 - 2014 - 2018
- Doublé Championnat-Coupe (2) : 2012 - 2014
- Finaliste de la Coupe de Belgique (1) : 2009
- Vainqueur de la Super Coupe de Belgique (1) : 2009 - 2011 - 2012
- Vainqueur de la BeNe SuperCup (1) : 2011 - 2012